# Гюнтер Шольц (підводник)
Гюнтер Шольц (нім. Günther Scholz; 27 лютого 1919, Санкт-Пельтен — 5 січня 1998) — німецький офіцер-підводник, оберлейтенант-цур-зее крігсмаріне.

## Біографія
1 жовтня 1938 року вступив на флот. З 14 квітня по 21 грудня 1943 року — командир підводного човна U-284, на якому здійснив 1 похід (24 дні в морі), з 2 квітня по 4 липня 1944 року — UD-2, з 5 липня 1944 по 9 травня 1945 року — U-1052.

## Звання
- Кандидат в офіцери (1 жовтня 1938)
- Морський кадет (1 липня 1939)
- Фенріх-цур-зее (1 грудня 1939)
- Оберфенріх-цур-зее (1 серпня 1940)
- Лейтенант-цур-зее (1 квітня 1941)
- Оберлейтенант-цур-зее (1 січня 1943)